# Международная федерация женщин-юристов
Международная федерация женщин-юристов (англ. International Federation of Women Lawyers, IFWL; исп. Federación Internacional de Abogadas, FIDA) — международная неправительственная организация для защиты прав женщин и детей, предоставляет юридическую помощь и проводит программы правовой грамотности для женщин.

## История и деятельность
Международная федерация женщин-юристов была основана в 1944 году в Мехико. Её миссия заключается в содействии благополучию женщин и детей, а также поддержанию принципов и целей Организации Объединенных Наций в правовых и социальных аспектах.
В 1954 году получила консультативный статус при Организации Объединенных Наций. Сотрудничает с Экономическим и Социальным Советом ООН. Благодыря сотрудничеству с Организацией Объединенных Наций по вопросам образования, науки и культуры, федерация получила финансовый взнос от ЮНЕСКО на организацию международного конгресса юристов в 1989 году. Так же федерация сотрудничает в Международной организацией труда.

## Публикации
Четыре раза в год на испанском и английском языках федерация выпускает для своих членов информационный бюллетень «La Abogada». Каждые два года публикует журнал «La Abogada Internacional» на английском, французском и испанском языках.

## Президенты
До 1960 года президентами федерации были Луиза А. Перес Перосо (Luisa A. Perez Peroso) и Розалинда Гудрич Бейтс. 
| Год  | Президент                                                  | Страна    | Портрет |
| ---- | ---------------------------------------------------------- | --------- | ------- |
| 1960 | Жозефина Фодака-Амброзио (Josefina Phodaca-Ambrosio)       | Филиппины |         |
| 1962 | Эстер Таламантес (Esther Talamantes)                       | Мексика   |         |
| 1964 | Виолетта Альва (Violet Alva)                               | Индия     |         |
| 1967 | Энджи Брукс (Angie Brooks)                                 | Либерия   |         |
| 1969 | Мехрангиз Манучерян (Mehrangiz Manouchehrian)              | Иран      |         |
| 1971 | Филомена Кинтана (Filomena Quintana)                       | Чили      |         |
| 1973 | Бенг Ун (Beng Oon)                                         | Малайзия  |         |
| 1975 | Хельга Штёдтер (Helga Stödter)                             | ФРГ       |         |
| 1977 | Дж. Адуке Алакия (J. Aduke Alakija)                        | Нигерия   |         |
| 1979 | Дора Аберлин (Dora Aberlin)                                | США       |         |
| 1982 | Ана Люсия Гарсия (Ana Lucia Garcia)                        | Венесуэла |         |
| 1984 | Дафна Энн Кок (Daphne Anne Kok)                            | Австралия |         |
| 1986 | Анка Постельнику (Anca Postelnicu)                         | Бельгия   |         |
| 1988 | Роуз Тейлор (Rose Taylor)                                  | Гана      |         |
| 1990 | Анжела Куэвас де Долмеч (Angela Cuevas de Dolmetsch)       | Колумбия  |         |
| 1992 | Юджиния Чарлз                                              | Багамы    |         |
| 1994 | Николь Югенен-Гонон (Nicole Huguenin-Gonon)                | Франция   |         |
| 1996 | Элси Люнг (Elsie Leung)                                    | Гонконг   |         |
| 1998 | Суриндер Капила (Surinder Kapila)                          | Кения     |         |
| 2000 | Мэри Нельсон Уилберн (Mary Nelson Wilburn)                 | США       |         |
| 2002 | Альварина Миранда де Алмейда (Alvarina Miranda de Almeida) | Бразилия  |         |
| 2005 | Пуан Шри Сарасвати Деви (Puan Sri Saraswathy Devi)         | Малайзия  |         |
| 2008 | Джованна Кьяра (Giovanna Chiara)                           | Италия    |         |
| 2011 | Стелла Обьягели Угбома (Stella Obiageli Ugboma)            | Нигерия   |         |
| 2014 | Шила Аниш (Sheela Anish)                                   | Индия     |         |
| 2017 | Джетлин А. Берроуз (Jethlyn A. Burrows)                    | Багамы    |         |
| 2020 | Шадхана Гунаратнам (Shadhana Gunaratnam)                   | Швейцария |         |
| 2023 | Каролина Риос Виллота (Carolina Rios Villota)              | Колумбия  |         |

## Отделения

### США
Отделение в США был воссоздано в сентябре 2020 года, публикует новости, статьи и журнальные статьи, в которых обсуждаются права женщин и детей в США, принимает участие в конференциях и мероприятиях, организованных в рамках повестки дня Организации Объединенных Наций.

### Нигерия
Отделение в Нигерии было основано в мае 1982 года с целью содействия благополучию женщин и детей и отмены вредных законов. Организация предоставляет бесплатные юридические услуги женщинам и детям, проводит образовательные мероприятия и выпускает публикации, помогающие разъяснить законы, а также организует семинары, практикумы и конференции. Брошюры охватывают такие темы, как преступность среди несовершеннолетних, права женщин, принудительные и ранние браки и последствия женского обрезания.

### Кения
Федерация в Кении была создана в 1985 году после третьей Всемирной конференции ООН по положению женщин, которая состоялась в Найроби. До 1993 года кенийское отделение было членом Международной федерации адвокатов (англ. Federation International De Abogadas). По состоянию на 2011 год в отделении насчитывалось 600 членов. Отделение подготовило «теневой отчет» по докладу правительства Кении за 2007 год по Конвенции ООН о ликвидации всех форм дискриминации в отношении женщин. В докладе ставится под сомнение точность доклада правительства и выражается обеспокоенность по поводу отсутствия у правительства приверженности делу улучшения положения женщин.

### Гана
Отделение федерации в Гане было основана в 1974 году. В 1985 году ассоциация создала первую программу юридической помощи в Гане, ориентированную в основном на неимущих женщин и детей. Чтобы помочь людям понять закон, федерация разработала буклеты, в которых представлены некоторые из существующих законов, влияющих на положение женщин и детей, на простом английском языке, а также в переводах на языки дагбани, эве, га и акан.